# لامرد
لامِرد یکی از شهرهای استان فارس است. این شهر مرکز شهرستان لامرد در جنوب استان فارس است. بر اساس سرشماری نفوس و مسکن سال ۱۳۹۵، این شهر با ۲۹٬۳۸۰ نفر جمعیت، هجدهمین شهر پرجمعیت استان فارس و نهمین شهر پرجمعیت نیمه جنوبی استان به‌شمار می‌رود. در این شهر منطقه انرژی‌بر و بزرگ‌ترین کارخانه آلومینیوم ایران احداث شده‌است. سید محسن علوی نماینده دهمین دوره مجلس شورای اسلامی در حوزه لامرد و مهر بود.

## جمعیت
بر پایه سرشماری عمومی نفوس و مسکن در سال ۱۳۹۵ جمعیت این شهر ۲۹٬۳۸۰ تن (در ۸٬۵۲۹ خانوار) بوده‌است.

## مردم‌شناسی

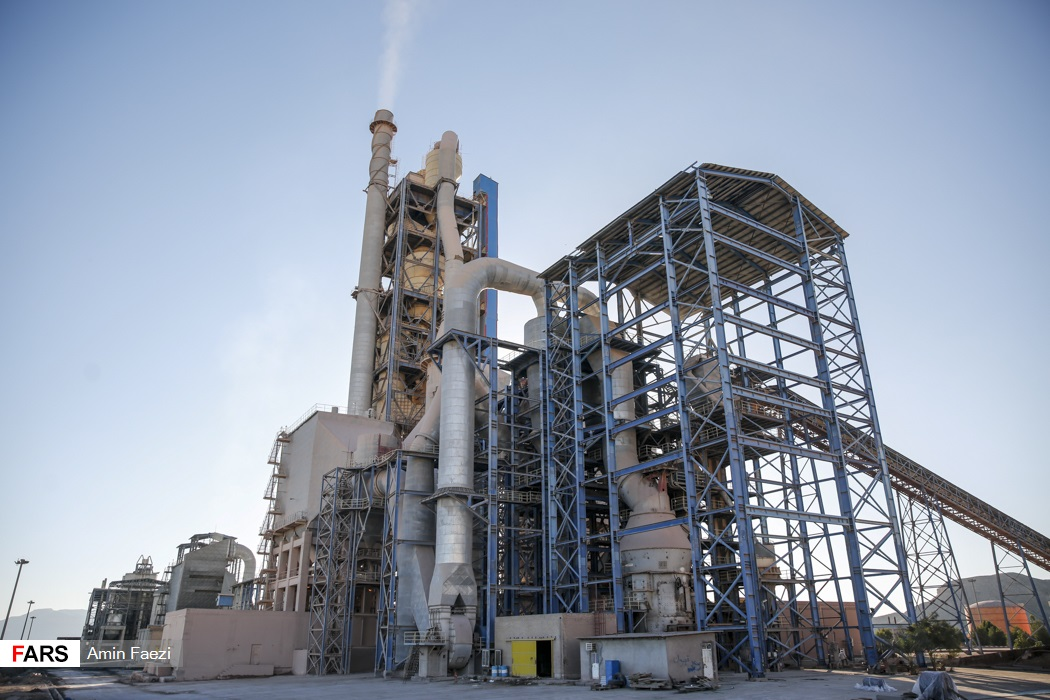
کارخانه سیمان لامرد

زبان رایج در لامرد، فارسی همراه با لهجهٔ محلی است که در بخش‌های مرکزی و علامرودشت تشابهاتی از نظر لهجه با لهجهٔ بوشهری و زبان لری وجود دارد. مردم بخش اشکنان نیز از لهجهٔ خاص خود که مشابه با لهجهٔ مردم لارستان است، استفاده می‌کنند.  مردم لامرد شیعه هستند.

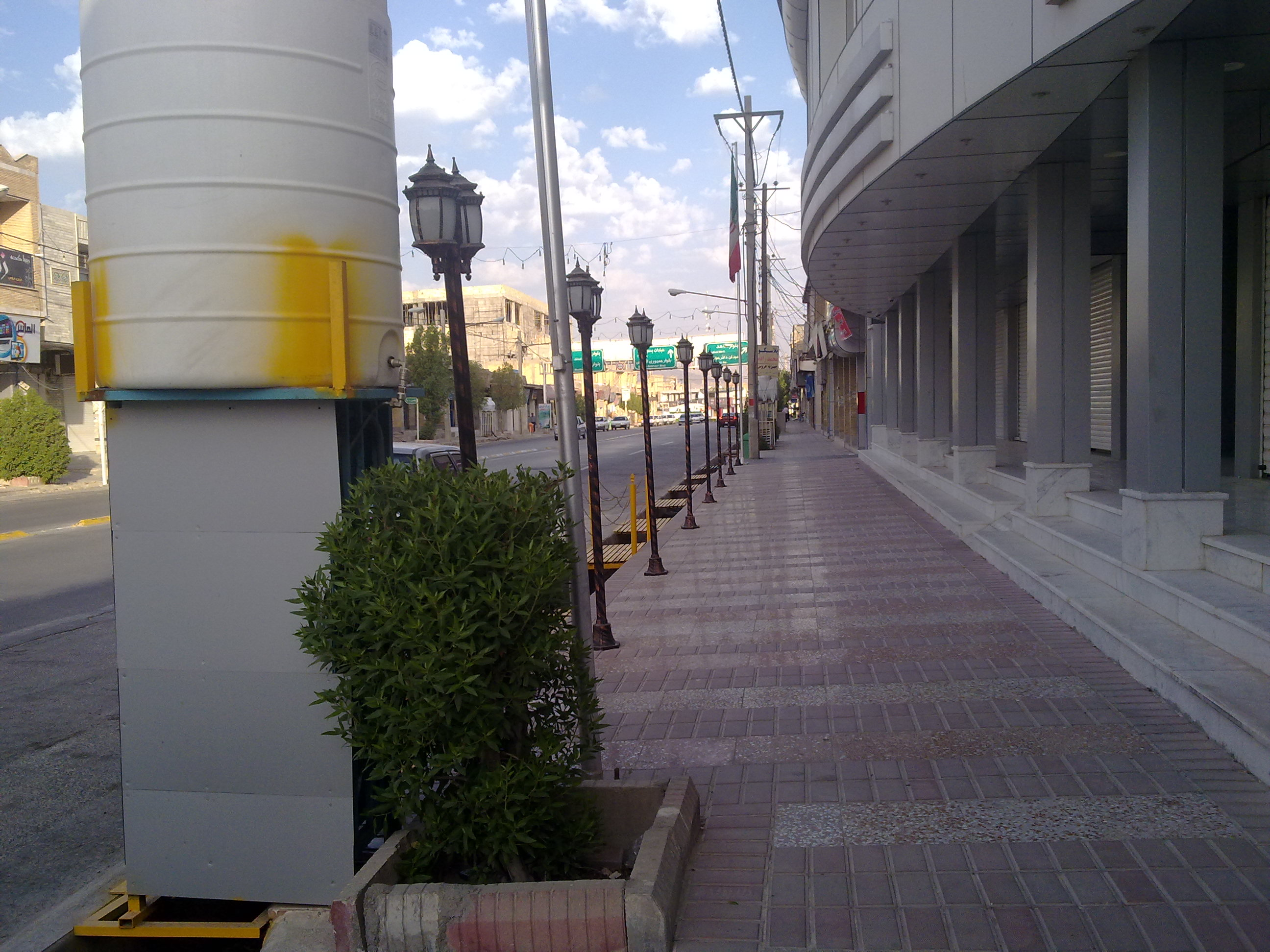
خیابان ۱۵ خرداد لامرد

## کارخانجات
شرکت مجتمع صنایع آلومینیوم جنوب یا سالکو، مدرن‌ترین کارخانه آلومینیوم ایران است که در منطقه ویژه اقتصادی شهرستان لامرد در جنوب استان فارس قرار دارد. 
کلنگ احداث مجتمع صنایع آلومینیوم جنوب دی ماه سال ۱۳۹۴ زده شد. این مجتمع در زمینی به مساحت ۲۰۰ هکتار با سرمایه‌گذاری ۱۸۶ هزار میلیارد ریال یا معادل ۱٫۲ میلیارد دلار و با سرمایه‌گذاری ۴۹ درصدی سازمان توسعه و نوسازی معادن و صنایع معدنی ایران (ایمیدرو) و ۵۱ درصدی شرکت سرمایه‌گذاری غدیر با هدف رفع نیازهای داخلی و توسعه صادرات و محرومیت‌زدایی ساخته شد. و در چهارم اردیبهشت ۹۹  در زمان سید محسن علوی نمایندهٔ دهمین دورهٔ مجلس شورای اسلامی از طریق ویدیو کنفرانس توسط حسن روحانی رئیس‌جمهور وقت به بهره‌برداری رسید.کارخانجاتآِ . اکسید منیزیمِ در این منطقه در حال احداث است.

## فرودگاه
. فرودگاه بین‌المللی لامرد در سال ۱۳۶۴ افتتاح شده و به شهر تهران (دو بار در هفته) پرواز دارد. استقرار منطقه ویژه اقتصادی صنایع انرژی بر در این شهرستان زمینهٔ توسعه پایدار آن را فراهم آورده‌است.

### تجارت
تجارت در این منطقه با سفر مردم آن به کشورهای حاشیه خلیج فارس جهت کسب درآمد، دارای قدمت است. منطقه تجاری لامرد در این شهر واقع شده‌است.

### کشاورزی
محصولات کشاورزی شهرستان لامرد طبق مستندات لغتنامه دهخدا، عمدتاً تنباکو بوده که به صورت وسیع کشت می‌شده‌است. باغات خرما و کشت گندم و صیفی جات از محصولات اصلی منطقه لامرد بوده که کشت آن‌ها همچنان در اطراف شهر ادامه دارد.

## بازار بزرگ دهشیخ
دهشیخ یکی از روستاهای دهستان سیگار ، چسبیده به لامرد است که در فاصله‌ای کمتر از ۱۰ کیلومتر با آن در قسمت شرقی شهر قرار دارد. دهشیخ نمونه‌ای کوچک‌تر مشابه با بندر گناوه استان بوشهر و شهر بانه کردستان است. در واقع پس از بازدید از جاهای دیدنی لامرد، برای یک خرید فوق‌العاده و کم‌هزینه می‌توانید به بازار بزرگ دهشیخ لامرد بروید. مغازه‌ها و پاساژهای بزرگ بازار دهشیخ، همگی در امتداد هم و دو طرف جاده اصلی لامرد به سمت اشکنان واقع است. در اینجا اجناس خارجی از نوع پوشاک، کیف، کفش، لوازم‌خانگی، کالای خواب، مبلمان و هر چیزی که فکرش را می‌کنید، بسیار ارزان‌تر از هر جای ایران قابل خریداری است. علاوه بر این در اینجا چندین سیسمونی بزرگ با اجناس برند در کنار اسباب‌بازی‌فروشی، مغازه‌های فروش ماشین و موتور شارژی و… نیز وجود دارد که با بازدید از آن‌ها می‌توانید هدایایی خوبی برای کودکان خود بخرید. بازار بزرگ دهشیخ، یکی از تأمین‌کنندگان اصلی لوازم‌خانگی و پوشاک کشور نیز هست. 

## جغرافیا
شهرستان لامرد با ۵۶۸۳٫۴ کیلومتر مربع مساحت در طول جغرافیایی ۵۲ ۵۴ و عرض جغرافیایی ۲۷ ۲۸، در جنوبی‌ترین نقطه استان فارس واقع شده‌است به‌طور دقیق در ۴۰۵ کیلومتری شیراز و ۱۴۰ کیلومتری خُنج قرار دارد و ۴٫۶٪ از مساحت کل استان را به خود اختصاص داده‌است. با اختلاف ارتفاع ۴۵۰ تا ۵۰۰ متر از سطح دریا و متوسط بارندگی سالیانه حدود ۲۵۰ میلی‌متر با ویژگی سیل‌آسا در مدت کوتاهی از سال (سه ماه سال) و تبخیر سالیانه ۴۰۰۰ میلی‌متر دارای آب و هوای گرم و خشک می‌باشد، حداکثر گرما در فصل تابستان ۷۳ درجه سانتیگراد بالای صفر و سردترین زمان آن صفر درجه سانتیگراد می‌باشد.

### محدوده شهرستان لامرد
شهرستان لامرد از شمال و شمال شرقی به شهرستان‌های لارستان، خُنج و گراش، از جنوب و جنوب شرقی شهرستان پارسیان و شهرستان بندر لنگه، و از سمت مشرق به شهرستان بستک و از طرف مغرب به شهرستان‌های مهر، فیروزآباد، فراشبند، کنگان، جم و شهرستان عسلویه محدود می‌گردد.

### وضعیت توپوگرافی
شهرستان لامرد از جمله هموارترین مناطق استان فارس است، این شهرستان به صورت خطی است که از چند رشته کوه موازی که جهت آن‌ها از شمال غربی به سوی جنوب شرقی است تشکیل یافته و دشت‌های هموار و نسبتاً پهناوری چون «علامرودشت»، «دشت مرکزی» که در میان رشته کوه‌های مذکور جای دارند نواحی هموار و مسکونی آن را تشکیل می‌دهند. رشته کوه سادول، واقع در جنوب، آن را از شهرستان «بندر پارسیان» جدا می‌کند و کوه‌های «تخته سروه دیوانی»، «تنگ خور و هوا» آن را از شهرستان «لار» جدا می‌سازد و کوه‌های «ماده» و «هفتچین» مرز میان این شهرستان و شهرستان کنگان را تشکیل می‌دهند. کوه لنگه آسیایی با ارتفاع ۱۶۹۴ متر بلندترین کوه این شهرستان است و کوه‌های «تنگ خور» (۱۴۶۳ متر) و «علامرودشت» (۱۴۳۰ متر) نیز از دیگر کوه‌های بلند شهرستان لامرد به‌شمار می‌آیند و رودخانه‌های «بیرمی»، «مهران» و «گاوبندی» که خشکرودهایی بیش نیستند، رودهای این شهرستان را تشکیل می‌دهند. آب و هوای شهرستان لامرد بسیار گرم و خشک است. وجود یک رشته‌کوه بلند، شهرستان لامرد را به دو بخش و قسمت مجزا یکی دشت مرکزی (شامل قسمت اعظم بخش مرکزی، بخش اشکنان) و دیگری دشت علامرودشت (شامل بخش چاه ورزو بخش علامرودشت) تقسیم نموده‌است.
بافت روستاهای آن طولی، در کنار محورهای ارتباطی اصلی به شهرستان شکل گرفته‌است و غالباً در دامنه کوه هستند. پوشش گیاهی این منطقه ضعیف بوده و اغلب کهور، گز، نخل و خارشتر می‌باشد.

## پیشینه و تاریخ

آب انباری در لامرد

در دوران گذشته و پیش از آنکه لامرد به شهر تبدیل شود؛ خود روستای کوچکی از دهستان تراکمه از توابع بخش کنگان شهرستان بوشهر بوده‌است. اما با تغییر در تقسیمات کشوری روستای لامرد به بخش لامرد شهرستان لارستان تبدیل شد. لامردتا سال ۱۳۶۸ یکی از بخش‌های شهرستان لارستان بود، اما از این سال به بعد به شهرستان لامرد تغییر نام داد و هم‌اکنون دارای سه بخش است که شامل ۷ دهستان و ۱۴۰ روستا می‌باشد[۲].
طبق بررسی‌های انجام شده توسط کارشناس میراث فرهنگی شهرستان لامرد، این شهرستان دارای پیشینه‌ای کهن می‌باشد. تل تاریخی کنارو در جوار روستای رکن آباد دارای قدمتی بالای پنج هزار سال می‌باشد و در بخش علامرودشت تل‌های چند هزار ساله‌ای را می‌توان یافت که در آنجا سفال نخودی منقوش یافت شده‌است. علامرودشت در عصر هخامنشی دارای کوشکهایی بوده‌است که هم‌اکنون سر ستون آن بناها یافت شده‌است. در دوره اشکانی و ساسانی لامرد یک پایگاه نظامی بوده و قلاع بسیاری در آن ساخته می‌شود البته تعدادی آتشکده نیز به رسم عبادت آن روزگار احداث می‌شود که تعدادی از آن‌ها در خفرویه علامرودشت و اشکنان باقی مانده‌است. در دوران اسلامی تنگه لامرد رهگذر اقوام بسیاری بوده‌است که لایه لایه‌های فرهنگ غنی این منطقه را تشکیل داده‌اند.

## شهرداری
شهرداری لامرد در تاریخ ۱۱ مرداد ۱۳۶۲ تأسیس شد. اولین شهردار لامرد محمود راستی بود. محدوده‌ای که به عنوان شهر لامرد شناخته شد در برگیرنده ۳۶ نقطه روستایی بود که با تصمیم‌گیری‌های سیاسی - اداری به عنوان نقطعه شهری تلقی شد. به تدریج و با گذشت زمان در اثر رشد جمعیت و گسترش کالبدی این روستاها به یکدیگر پیوسته و شکل تقریباً منسجمی پیدا کردند.

## بیمارستان
ساخت بنای مرکز آموزشی درمانی حاج محمود حاج حیدرشهرستان لامرد، با زیربنای ۱۱۰۰۰ مترمربع در دو طبقه، به عنوان بیمارستان جایگزین این شهرستان در سال ۱۳۹۱ با اعتبارات دولتی آغاز شد. این پروژه بزرگ به‌دلیل کمبود اعتبارات دولتی در مرحله اسکلت متوقف شد. که در سال ۱۳۹۵ به همت نیک اندیش محترم خیرالحاج، حاج محمود حاج حیدر،نیک اندیش محترم لامردی مقیم کشور کویت، ادامه ساخت این پروژه از سر گرفته شد و ساختمان آن تکمیل و تحویل دانشگاه علوم پزشکی شیراز گردید و با اعتبارات وزارت بهداشت درمان و آموزش پزشکی، این مرکز، به به روزترین دستگاه ها و تجهیزات پزشکی تجهیز شد.
این مرکز در ۴ اردیبهشت ماه ۱۳۹۹ در زمان ریاست جمهوری دکتر حسن روحانی ،افتتاح و به بهره برداری رسید.
مرکز آموزشی درمانی حاج محمود حاج حیدر با۱۶۴تخت بستری و بخش های مختلفی نظیر، اورژانس، جراحی زنان و مردان، داخلی، اطفال، زنان و زایمان، مراقبتهای ویژه آی سیو، سی سی یو و ان آی سی یو، اتاق عمل، زایشگاه، و بخش های پاراکلینیکی نظیر رادیولوژی، سی تی اسکن، ام آر آی ، آزمایشگاه، داروخانه، فیزیوتراپی ، به عنوان قطب بزرگ درمانی و سوانح ترافیکی در جنوب استان فارس، به استان های همجوار نظیر بوشهر و هرمزگان خدمات درمانی مطلوب ارایه می دهد.
همچنین این مرکز درمانی دارای سه ساختمان مجزا از مجموعه بیمارستان می باشد که در برگیرنده مرکز پیشرفته MRI که به نام سپهبد شهید قاسم سلیمانی نام گذاری شده و مرکز تشخیص زود هنگام سرطان و یک ساختمان دوطبقه درمانگاه تخصصی که تخصص‌هایی چون جراحی مغز و اعصاب، داخلی مغز و اعصاب، ارتوپدی، زنان و زایمان، سونوگرافی، اطفال و کودکان، داخلی، جراحی عمومی ، کلیه و مجاری ادراری و چشم پزشکی را در برگرفته که مزین به نام حضرت ولیعصر(عج) می باشد و آماده خدمت رسانی به مردم لامرد، مهر، اشکنان و استان های همجوار می باشد
این واحد دارای بخشهای ذیل می باشد. ۱- اتاق عمل ۲-زایشگاه ۳- اتفاقات ۴-داخلی و اطفال ۵- جراحی ۶-زنان ۷-بیماران خاص شامل دیالیز و تالاسمی ۸ -بخشهای ویژه شامل ICU-NICUو CCU- ۹-بخشهای پاراکلینیک شامل آزمایشگاه ، رادیولوژی و سی تی اسکن و MRI- ۱۰- درمانگاه تخصصی
سایت نوبت دهی بیمارستان https://nobat.sums.ac.ir/tcs

## میراث فرهنگی، صنایع دستی وگردشگری لامرد
شهرستان لامرد دارای ۶۲ اثر ثبتی ۲۲ اثر در حال ثبت می باشد که می توان از جمله آثار تاریخی آن:

###### اوباد
چشمه‌های آب گرم با آن خواص درمانی منحصربه‌فردشان در چندین جای لامرد وجود دارند که شناخته‌شده‌ترینشان، چشمه آبگرم موسوم به اوباد این شهرستان است. اوباد از جاهای دیدنی لامرد، به لحاظ حوضچه آب مساحت آن‌چنان بزرگی ندارد و کمتر از ۱۰۰ مترمربع است. بااین‌حال به سبب دسترسی آسان و خواص درمانی فوق‌العاده برای درمان بیماری‌های مفصلی، گردشگران بسیاری را به خود جذب می‌کند. به‌واسطه نزدیکی لامرد به کشورهای حوزه خلیج‌فارس، حتی از این کشورها نیز مردمانی برای استفاده از خواص درمانی اوباد به لامرد می‌آیند. اگر به این منطقه سفر کردید، هرگز تنها نروید و مراقبت‌های لازم را انجام دهید.

###### روستای لاورخشت
روستای لاورخشت، جنوبی‌ترین منطقه مسکونی شهرستان لامرد است و پس‌ازآن استان هرمزگان شروع می‌شود. اگر مسیر زیبای هم‌جوار با تنگ خور را ادامه دهید، پس از چند کیلومتر به این روستای زیبای لامرد می‌رسید. روستای لاورخشت از جاهای دیدنی لامرد، علاوه بر آب‌وهوای خوب، آب کافی و خاک مناسب برای کشاورزی دارد و تقریبا در بیشتر ایام سال سرسبز است. آنچه بیش از همه لاورخشت را به یک گزینه گردشگری در لامرد تبدیل کرده است، طبیعت بکر و دست‌نخورده آن است. در گوشه‌کنار این روستای زیبا، چندین اثر تاریخی از گذشتگان ساکن در این منطقه نیز وجود دارد. علاقه‌مندان به روستاگردی در لامرد با سر زدن به این روستا علاوه بر لذت بردن از زیبایی‌های لاورخشت، می‌توانند با فرهنگ و آداب رسوم مردمان این منطقه از کشور نیز آشنا شوند.

###### تنگ خور
تنگ خور نام یک منطقه خوش آب‌وهوا در نزدیکی محور مواصلاتی شهرستان لامرد به سمت شهرهای استان هرمزگان است. وجود نخلستان زیبا، آب روان و طبیعت بی‌نظیر، باعث شده است تنگ خور همیشه یکی از گزینه‌های اصلی لامردی‌ها برای گردشگری در دل طبیعت باشد. اگر قصد شنا در گودالهای آب این منطقه را دارید، حتما از محلی‌ها جای مناسب آن را سؤال کنید. در منطقه‌ای در دل این تنگه به نام اردوگاه شهید رجایی، می‌توانید اتراق کنید و ساعاتی خوش را در کنار خانواده بگذرانید. قبل از رفتن به تنگ خور حتماً کفش مناسب بپوشید؛ چراکه طبیعت زیبای این تنگه و ارتفاعات کناری آن بدون شک شمارا به یک پیاده‌روی در دل طبیعت ترغیب خواهد کرد.
سنگ نگاره های  اشکنان :
سنگ نگاره های اشکنان یک موزه سر باز است که نمونه های آن از خلیج فارس تا مرکز استان وجود دارد.وجه بارز این سنگ نگاره ها را می توان قدمت بالای آنها دانست و موضوع نقشها بیشتر شکار حیوانات است .در موارد بسیاری نقش های این سنگ نگاره ها برای محققان هنوز محل تحقیق می باشد.در مورد این سایت با ارزش تاریخی تا کنون مقالاتی علمی در سطح بین المللی چاپ شده است.
مجموعه علی خان اشکنان:
مسجدعلیخان:
از دیگر بناهای دوره قاجاریه اشکنان مسجد علیخان است. این مسجد دارای تزیینات زیبای گچبری در ایوان و شبستان میباشد. سقف چوبی مسجد با نقاشی تزئین شده و دارای دو شبستان است که شبستان دوم آن در قسمت زیرین حیاط و شبستان اصلی واقع شده است
حمام: در ضلع غربی و کنار مسجد، حمام علیخان قرار دارد.
این حمام از دو فضای اولیه، سرینه و گرمخانه تشکیل شده که در قسمت گرمخانه تون حمام نیز قرار دارد
مسجد-حمام -قلعه-آب انبار،مربوط به دوره قاجاریه واقع درمرکز شهراشکنان ازجمله آثار تاریخی است که به ثبت ملی رسیده است.
تخت مهنشاهی:
این قلعه عظیم بر روی کوهی ساخته شده است که به‌راحتی قابل دسترس نیست و به طول تقریبی یک کیلومتر و در عرض 500 متر یکی از بزرگترین قلاع منطقه می باشد.این سایت بزرگ در بخش علامرودشت و در 3 کیلومتری جنوب روستای روگیر تاج امیری واقع شده است.قدمت این اثر به دوران ساسانیان باز میگردد و خرابه های شاه نشین و شهرک وابسته به آن بر سر این کوه فلات مانند موجود است.
پل آب رسان اهل:
در فاصله ۲۶ کیلومتری شرق لامرد و ۲ کیلومتری شمال شهر اهل درمیان یک دشت واقع است. به منظور انتقال آب از دره اهلان به روستای پاقلات ساخته شده است. این پل آب بر در فاصله ۱ کیلومتری شمال شهر اهل در میان زمین های بایر که با شیب ملایمی به سمت شمال امتداد دارد به صورت دیواری عظیم از دور نمایان است. این پل آب بر بر روی دیواری به ارتفاع تقریبی ۱۰ متر که نسبت به شیب زمین متفاوت است عبور می کند.مسیر پل آب بر از تنگ اهلان شروع می شود و در طول مسیر تنها آثار پل که به صورت پشته هایی از خاک تبديل شده نمایان است اما بر روی رودخانه فصلی و در طرف دیگر این رودخانه آثار پل آب بر به طول ۶۷ متر سالم مانده است. این پل سنگ و ساروجی متعلق به حدود ۱۰۰۰ سال قبل که در فهرست آثار ملی به ثبت رسیده است.
آسیابهای آبی  تنگ ترمان:
در فاصله ۱۵ کیلومتری شهر لامرد در مسیر اتوبان لامرد-مهر و در سمت راست جاده یکی از آسیاب‌های آبی تنگ ترمان متعلق به دوره قاجاریه را می توان مشاهده کرد. . این آسیاب‌ها را به منظور آرد کردن گندم و دیگر حبوبات بکار می‌رفته است، این آثار به لحاظ موقعیت و همجواری با اتوبان لامرد-مهربه سهولت قابل دسترس و بازدید و در فهرست آثار ملی به ثبت رسیده است.تنگ ترمان نیز در قسمت جنوبی این آسیاب واقع گشته است و بالای ۱۰ آسیاب را در خود جای داده است.
-حمام ده کهنه چاهورز،هفت برکه میر حسنی ، استودان شهر لامرد ، محوطه  تاریخی گلرخ چاه ورز ، تل علامرودشت ، قلعه گوری رکن آباد   ، پل آب رسان خشت ، آب انبارهای پاقلات، آسیاب آبی ابوحنا – وردوان…از دیگر آثار ثبتی شهرستان میتوان نام برد.

## مراکز آموزشی

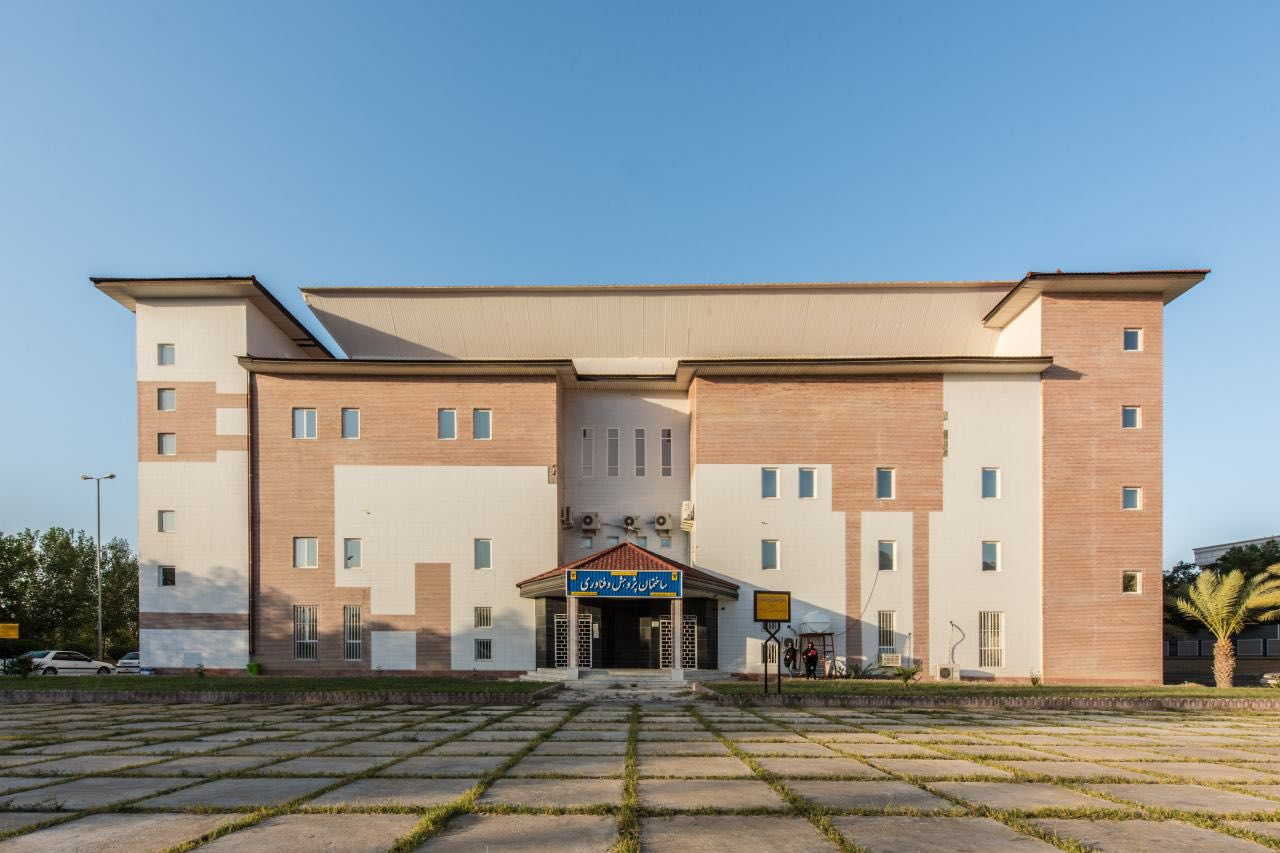
دانشگاه آزاد اسلامی واحد لامرد

دانشگاه‌های شهر لامرد:
- دانشگاه شیراز واحد لامرد
- مرکز آموزش عالی لامرد
- دانشکده پرستاری لامرد
- دانشگاه آزاد اسلامی لامرد
- دانشگاه پیام نور لامرد
- دانشگاه غیرانتفاعی تابناک لامرد
- دانشگاه علمی کاربردی لامرد
- جهاد دانشگاهی لامرد